# Szent Borbála-templom (Krakkó)
A Szent Borbála-templom (lengyelül: Kościół św. Barbary w Krakowie) keresztény templom Krakkó Óvárosában (Stare Miasto). Szomszédságában található a Mária-templom (Kościół Mariacki) és a jezsuiták jellegzetes épülete. A téglagótika jeles alkotása.

## Története
A templom 1338-1402 között épült. A korábbi évszázadokban feltehetően szintén templom állt a helyén a Régi Mária temető részeként. 1583-ban átadták a jezsuitáknak, ezt követően Piotr Skarga hitszónok tartotta benne a prédikációit. A jezsuita rend 1773. évi feloszlatása után a ma is működő Krakkói Kereskedők Kongregációja (Krakowska Kongregacja Kupiecka) kapta meg, majd 1796-ban a Szent Sír Lovagrend, végül 1874-ben ismét a jezsuiták.
A mellette álló jezsuita kolostort a 16-17. században emelték. Nemcsak a szerzetesek lakhelye volt, de kórház, középiskola és kollégium (Bursa) is működött benne. Az épületet 1908-1909 folyamán Józef Pokutyński tervei alapján újjáépítették.
A templomban nyugszik Jakub Wujek, az első lengyel nyelvű Biblia fordítója.

## Leírás
A templom gótikus stílusú, egyhajós szerkezetű téglaépülete a Mária téren (Plac Mariacki) áll, apszisa a keleti oldalon, a Kis piacnál (Mały Rynek) helyezkedik el. A tetőn barokk tornyocska áll, amit Franciszek Placidi 1763-as munkájának tulajdonítanak. A templom homlokzata a Mária-templomra néz, oldalánál kis kápolna támaszkodik hozzá. A Gecsemáné-kertről elnevezett Ogrójec-kápolnában oltár, számos epitáfium, valamint Wit Stwosz 1480-1485 körül készített, Krisztus az Olajfák hegyén (Chrystus w Ogrojcu) című reliefje található. Az epitáfiumok – köztük a reneszánsz időkben élő Anna és Jerzy Pipantól származók – a falakba vannak ágyazva.
A templom csodálatos gótikus piétája kb. 1390-ből való és egy névtelen mester alkotása. A templom belsejét 1688-1692 folyamán barokk stílusban alakították ki, a berendezési tárgyak az 1700-tól 1767-ig tartó időszakban készültek. Az 1760 és 1764 között alkotott főoltár gótikus feszülete (krucifiksz) 1420 körül készült. Az egyik kápolnában található egy Szűz Mária-kép (Obraz Matki Boskiej Jurowickiej), melyet a hívők csodatévőnek tartanak. Orgonája 16 hangos.

## Galéria

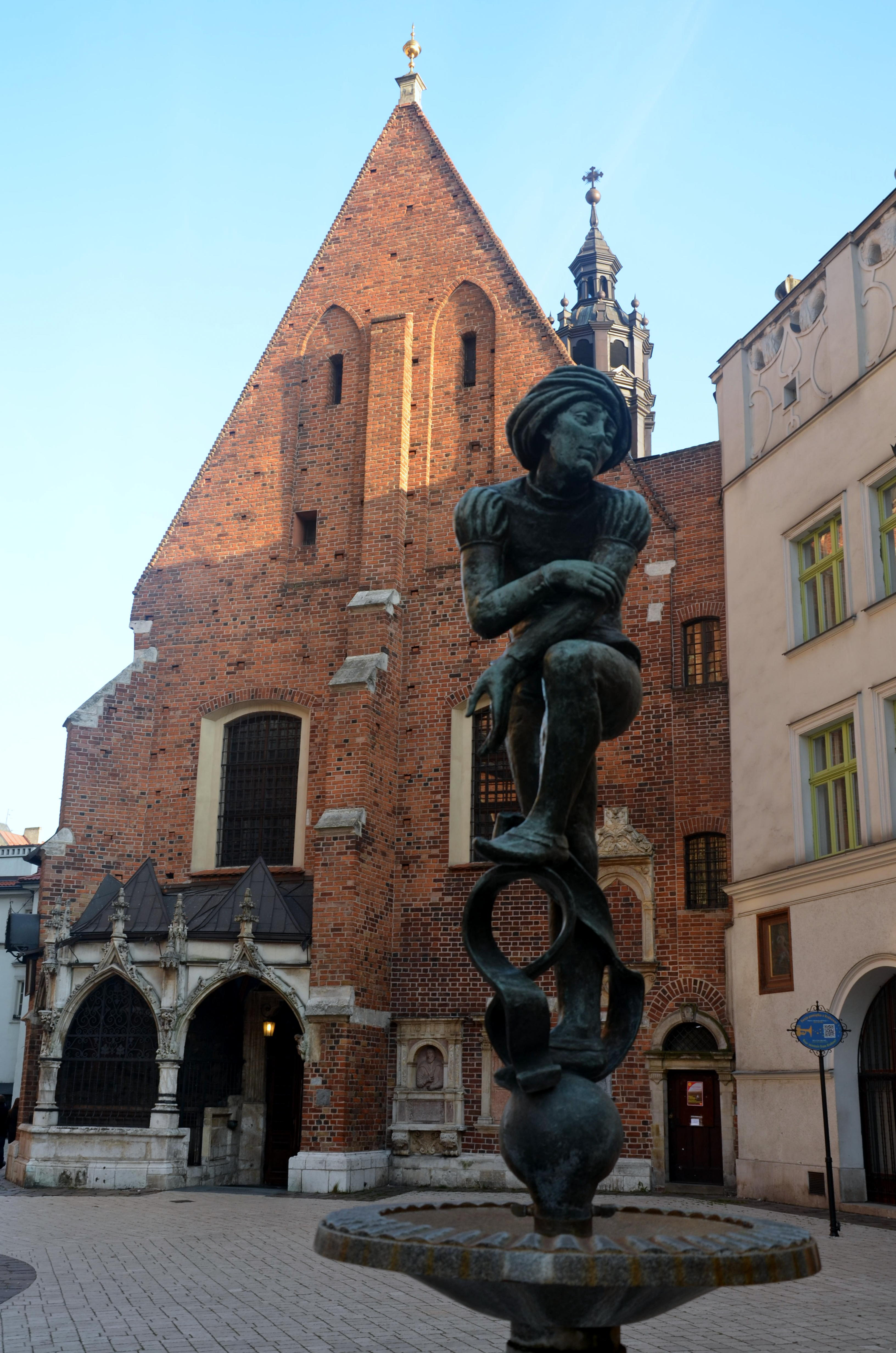
A Szent Borbála-templom és a Mária téren álló szökőkút
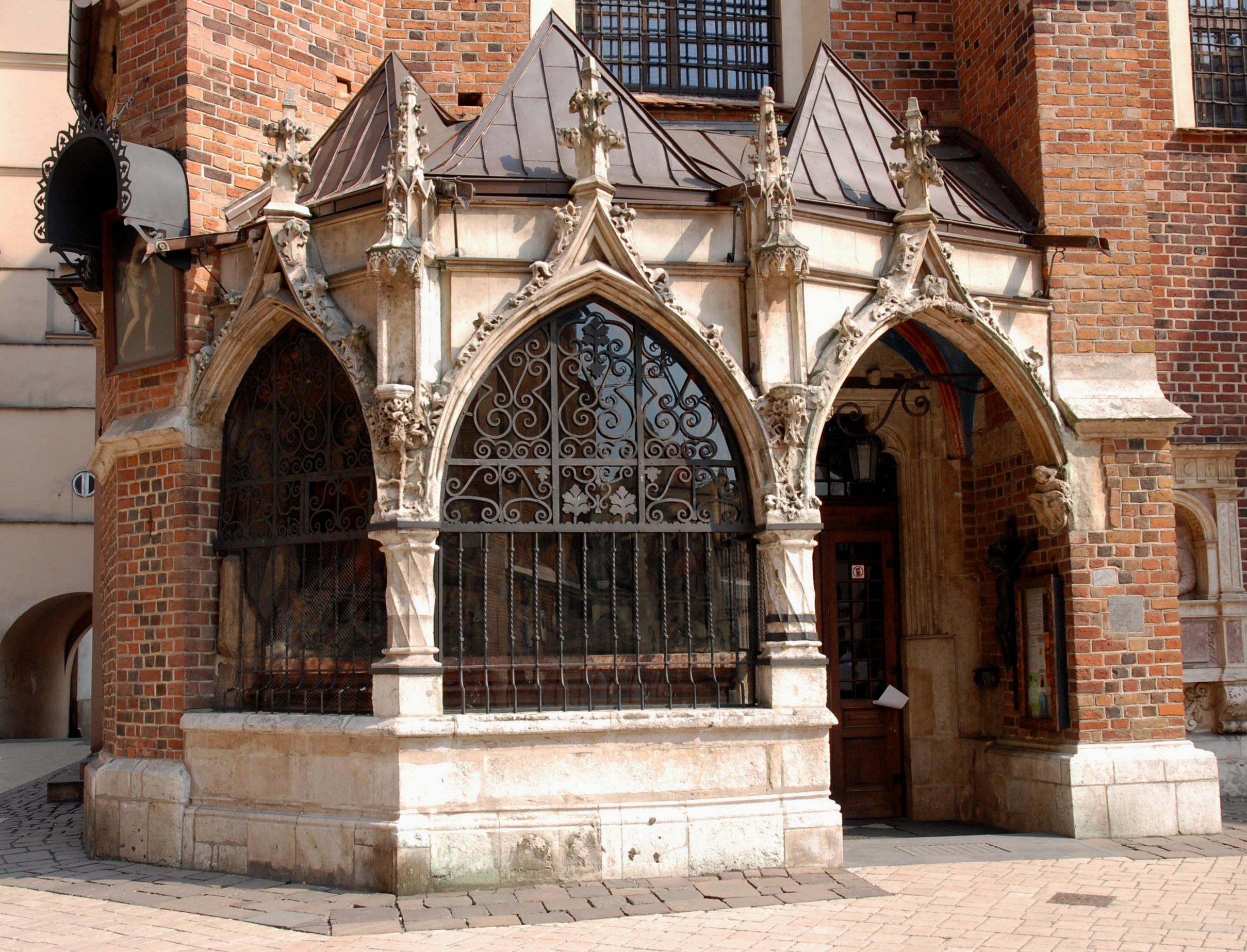
Az Ogrójec-kápolna
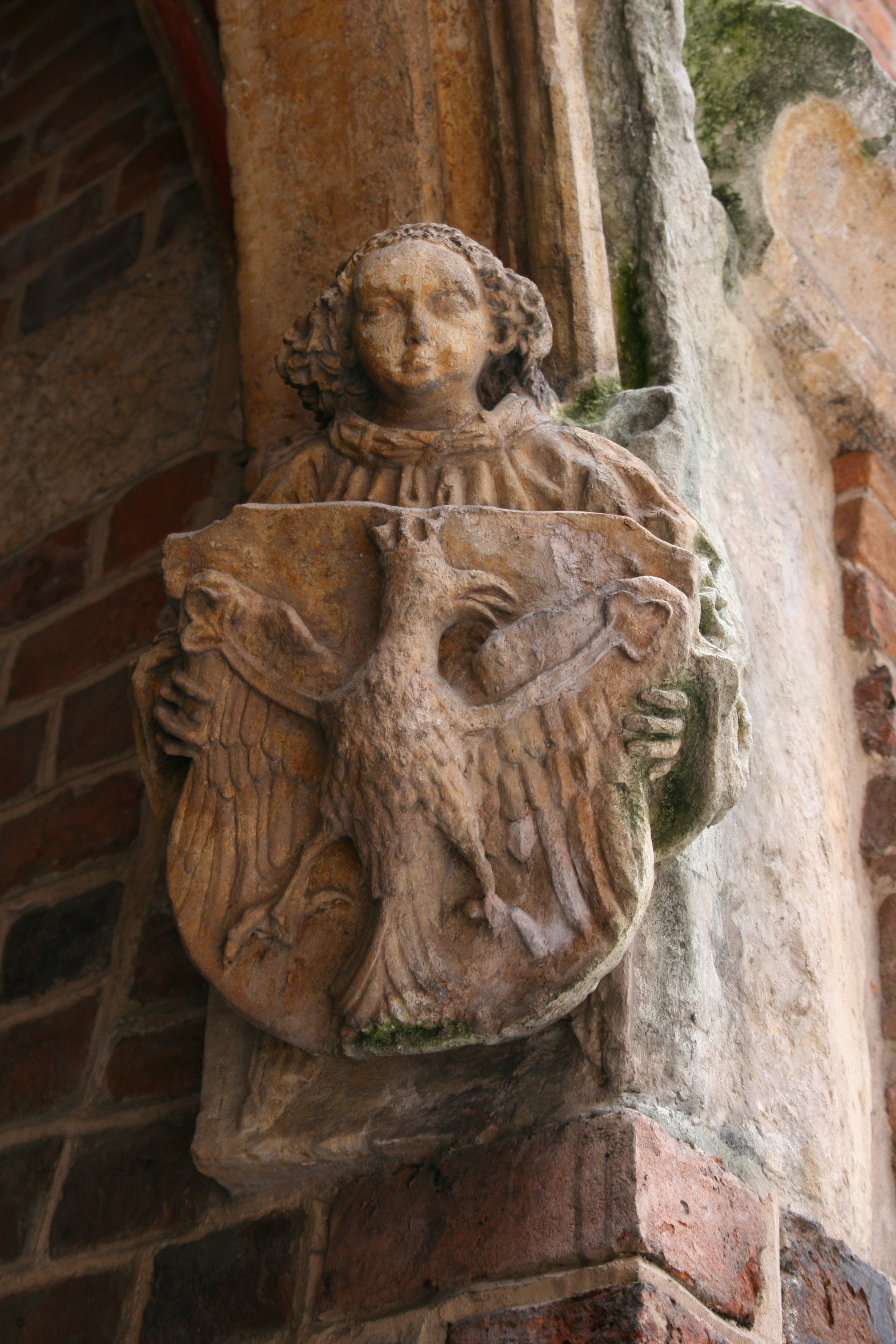
Dombormű az Ogrójec-kápolnánál
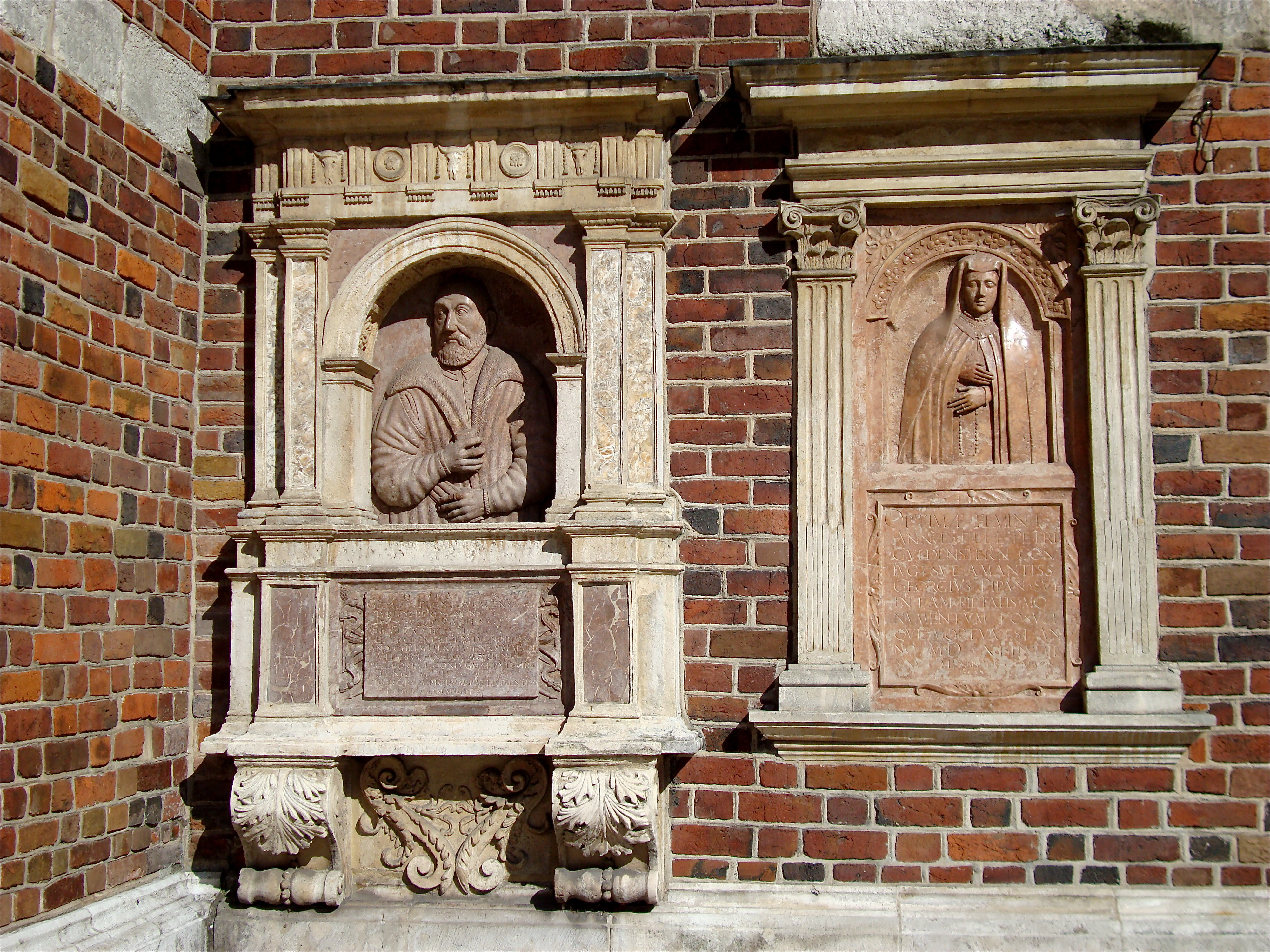
Anna és Jerzy Pipan epitáfiuma
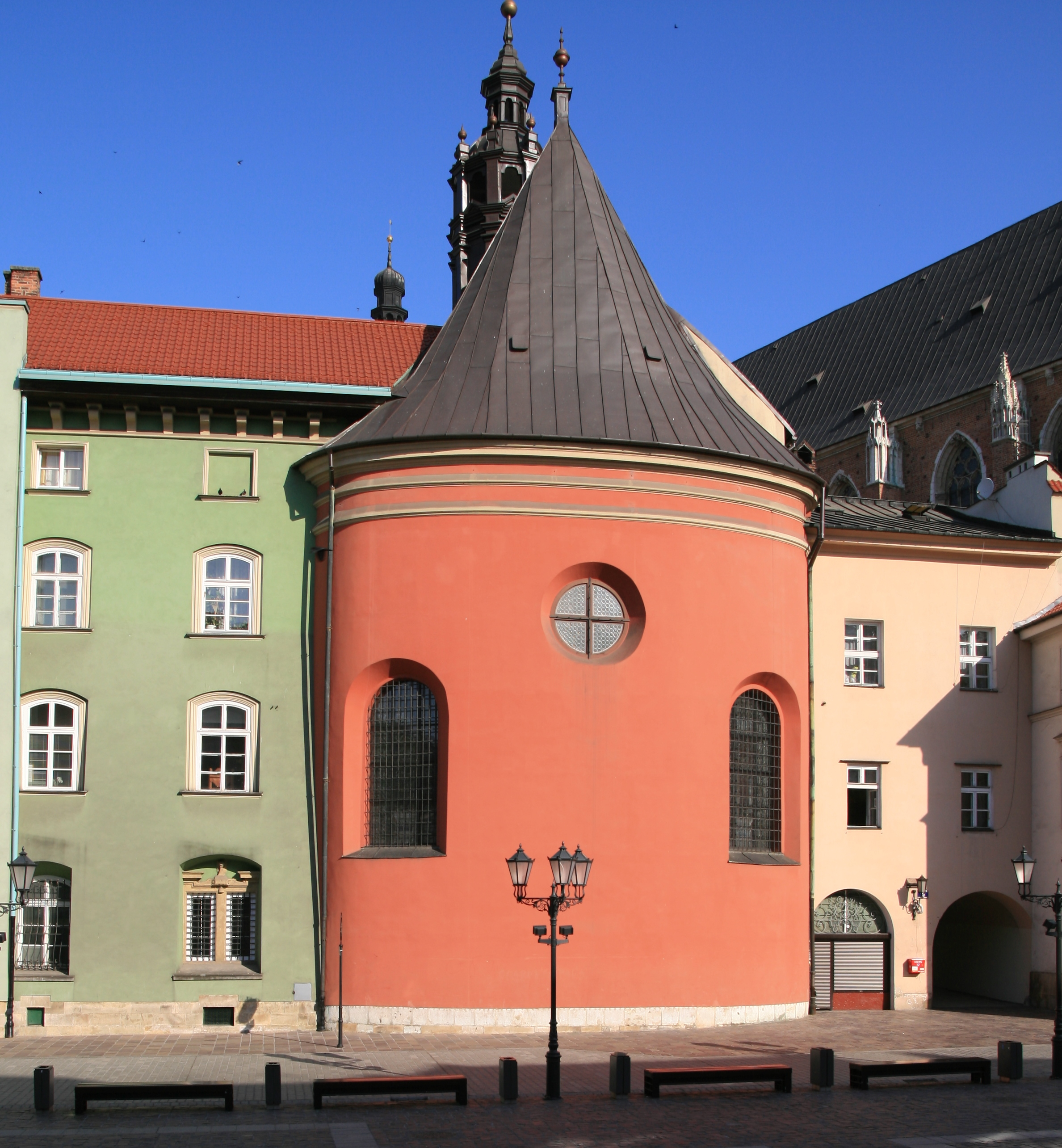
Az apszis a Mały Rynek felől
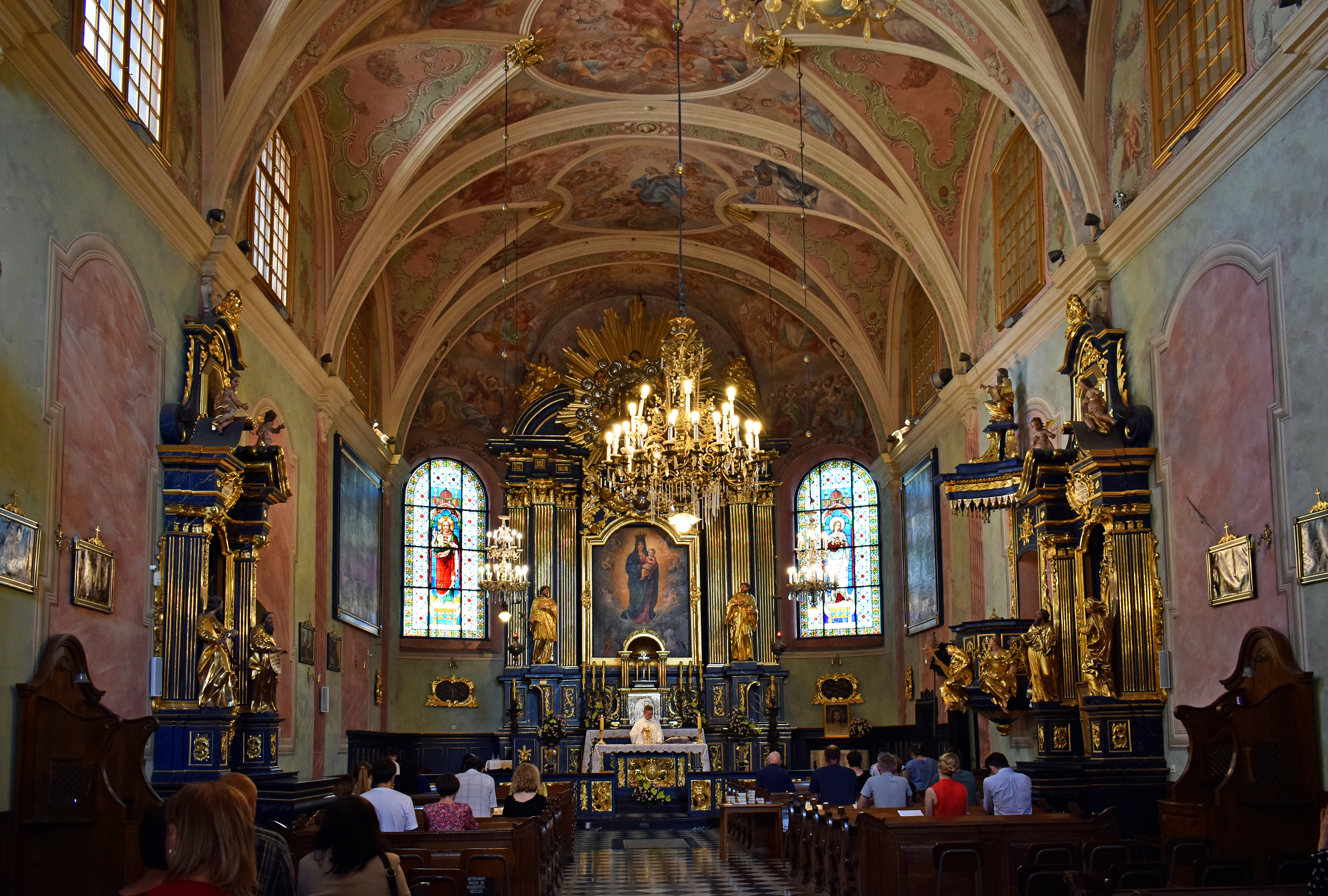
Templombelső
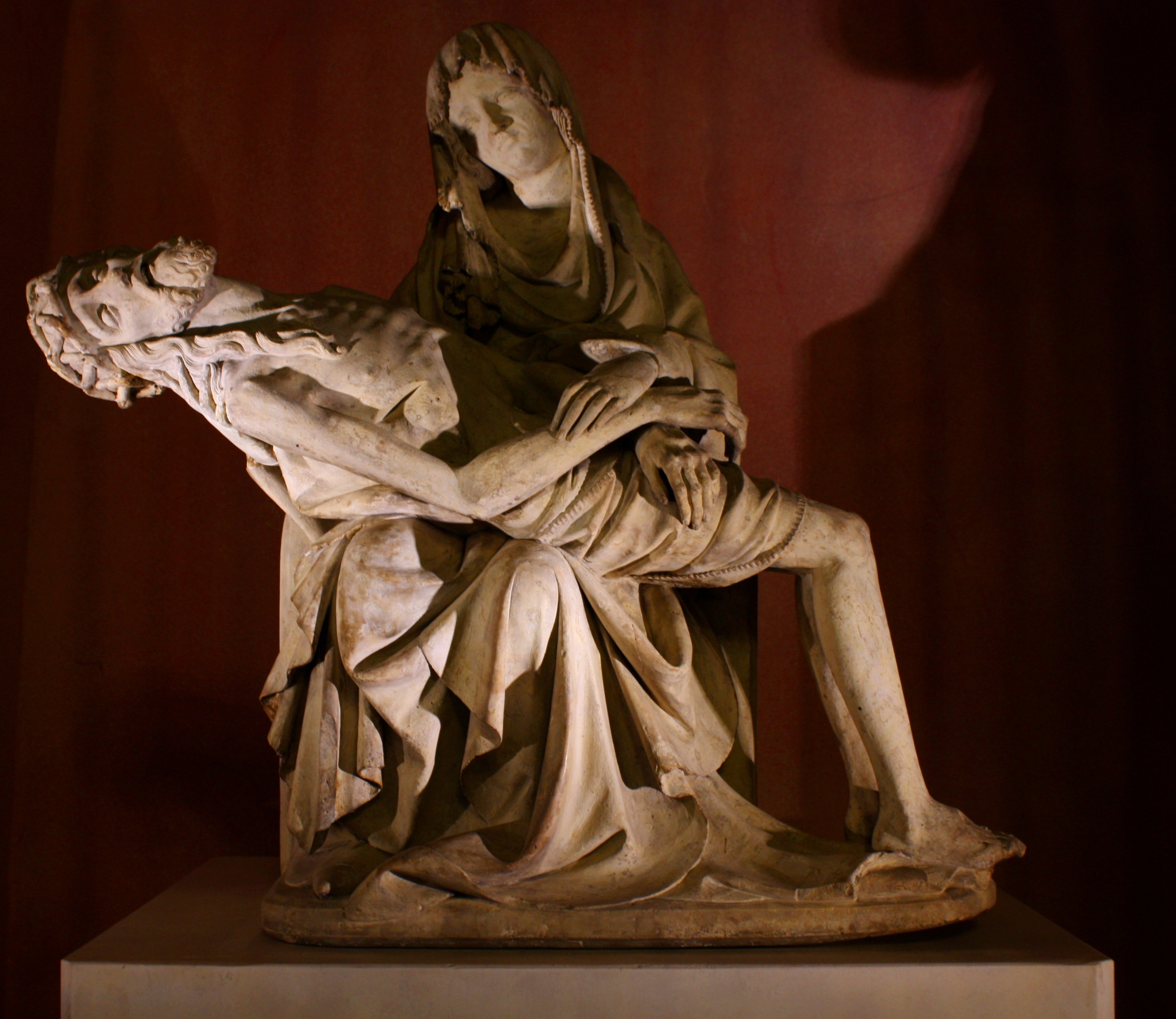
Gótikus piéta (1390 körül)

## Fordítás
- Ez a szócikk részben vagy egészben a Kościół św. Barbary w Krakowie című lengyel Wikipédia-szócikk ezen változatának fordításán alapul.  Az eredeti cikk szerkesztőit annak laptörténete sorolja fel. Ez a jelzés csupán a megfogalmazás eredetét és a szerzői jogokat jelzi, nem szolgál a cikkben szereplő információk forrásmegjelöléseként.